# Бобошево (община)
Община Бобошево се намира в Западна България и е една от съставните общини на Област Кюстендил.

## География

### Географско положение, граници, големина
Общината е разположена в централната част на Област Кюстендил. С площта си от 135,142 km2 е най-малката сред 9-те общините на областта, което съставлява 4,43% от територията на областта. Границите ѝ са следните:
- на север – община Бобов дол;
- на североизток – община Дупница;
- на югоизток – община Рила;
- на юг – община Кочериново;
- на северозапад – община Невестино.

### Природни ресурси

#### Релеф
Макар и малка по площ релефът на община Бобошево е твърде разнообразен – от равнинен, през ниско- и средно планински до високо планински.
В средата на общината от север на юг, по долината на река Струма и левият ѝ приток Джерман се простира Бобошевското поле, което е южно продължение на Долната Дупнишка котловина. Тук, в коритото на Струма, югоизточно от град Бобошево се намира най-ниската точка на общината – 363 m н.в. От изток, северозапад и запад полето е оградено от планински масиви. На изток от него в пределите на общината попадат крайните западни части на Северозападния дял на Рила. Тук в изворната област на Бадинска река (ляв приток на Джерман) се намира най-високата точка на община Бобошево – около 2030 m н.в. В северната част на общината, между Скринския пролом на Струма на югозапад и река Джерман на изток се простират крайните южни части на Конявска планина, като този и дял носи името Поглед планина. На северозапад от село Циклово, на границата с община Бобов дол се издига най-високата ѝ точка – връх поглед (965 m). Югозападно от Скринския пролом на Струма в пределите на общината попадат крайните северни части на планината Влахина. Тази нейна северна част се нарича Руенска планина и тук южно от село Скрино височината ѝ достига до 1134 m.

#### Води
Основна водна артерия на община Бобошево е река Струма, която протича през нея с част от средното си течение. В пределите на общината попада повече от половината от долната част на приказно красивия Скрински пролом на реката. Втора по значение за областта е река Джерман, която протича през нея с най-долното си течение и се влива в Струма източно от град Бобошево. От оградните планини в Струма и Джерман се вливат множество малки реки, по-голямата от които е Бадинска река.

## Население

### Етнически състав (2011)
Численост и дял на етническите групи според преброяването на населението през 2011 г.:
|                     | Численост | Дял (в %) |
| Общо                | 2870      | 100,00    |
| Българи             | 2801      | 97,50     |
| Турци               | 3         | 0,10      |
| Цигани              | 1         | 0,03      |
| Други               | 4         | 0,14      |
| Не се самоопределят | 5         | 0,17      |
| Неотговорили        | 56        | 1,95      |

### Демографска справка
| Население по възрастови групи към септември 2021 година | Население по възрастови групи към септември 2021 година | Население по възрастови групи към септември 2021 година | Население по възрастови групи към септември 2021 година | Население по възрастови групи към септември 2021 година | Население по възрастови групи към септември 2021 година | Население по възрастови групи към септември 2021 година | Население по възрастови групи към септември 2021 година | Население по възрастови групи към септември 2021 година | Население по възрастови групи към септември 2021 година | Население по възрастови групи към септември 2021 година | Население по възрастови групи към септември 2021 година | Население по възрастови групи към септември 2021 година | Население по възрастови групи към септември 2021 година | Население по възрастови групи към септември 2021 година | Население по възрастови групи към септември 2021 година | Население по възрастови групи към септември 2021 година | Население по възрастови групи към септември 2021 година | Население по възрастови групи към септември 2021 година | По настоящ адрес (ГРАО от 2015-03-15) |
| ------------------------------------------------------- | ------------------------------------------------------- | ------------------------------------------------------- | ------------------------------------------------------- | ------------------------------------------------------- | ------------------------------------------------------- | ------------------------------------------------------- | ------------------------------------------------------- | ------------------------------------------------------- | ------------------------------------------------------- | ------------------------------------------------------- | ------------------------------------------------------- | ------------------------------------------------------- | ------------------------------------------------------- | ------------------------------------------------------- | ------------------------------------------------------- | ------------------------------------------------------- | ------------------------------------------------------- | ------------------------------------------------------- | ------------------------------------- |
| Общо                                                    | 0 – 4                                                   | 5 – 9                                                   | 10 – 14                                                 | 15 – 19                                                 | 20 – 24                                                 | 25 – 29                                                 | 30 – 34                                                 | 35 – 39                                                 | 40 – 44                                                 | 45 – 49                                                 | 50 – 54                                                 | 55 – 59                                                 | 60 – 64                                                 | 65 – 69                                                 | 70 – 74                                                 | 75 – 79                                                 | 80 – 84                                                 | 85+                                                     |                                       |
| 2348                                                    | 83                                                      | 76                                                      | 64                                                      | 52                                                      | 49                                                      | 106                                                     | 152                                                     | 94                                                      | 103                                                     | 128                                                     | 171                                                     | 177                                                     | 213                                                     | 232                                                     | 220                                                     | 191                                                     | 136                                                     | 101                                                     |                                       |

### Населени места
Общината има 12 населени места с общо население 2348 души към 7 септември 2021 г.
| Населено място | Население (2021 г.) | Площ на землището km2 | Забележка (старо име) | Населено място | Население (2021 г.) | Площ на землището km2 | Забележка (старо име)           |
| -------------- | ------------------- | --------------------- | --------------------- | -------------- | ------------------- | --------------------- | ------------------------------- |
| Бадино         | 19                  | 19,621                |                       | Каменик        | 19                  | 13,347                |                                 |
| Блажиево       | 409                 | 6,843                 | Блажуево              | Скрино         | 66                  | 15,034                |                                 |
| Бобошево       | 988                 | 22,931                |                       | Слатино        | 408                 | 12,273                |                                 |
| Висока могила  | 27                  | 6,363                 |                       | Сопово         | 19                  | 4,172                 |                                 |
| Вуково         | 45                  | 18,441                |                       | Усойка         | 321                 | 6,261                 | Гьоклемез                       |
| Доброво        | 27                  | 5,537                 |                       | Циклово        | -                   | 4,319                 | Циклево                         |
|                |                     |                       |                       | ОБЩО           | 2348                | 135,142               | няма населени места без землища |

## Административно-териториални промени
- МЗ № 2820/обн. 14 август 1934 г. – преименува с. Гьоклемез на с. Усойка;
- МЗ № 1695/обн. 27 септември 1937 г. – заличава м. Кръчино поради изселване след 1920 г.;
- Указ № 291/обн. 23 юни 1950 г. – заличава с. Каменик и го присъединява като квартал на с. Блажуево. Указът не влиза в сила и скоро след това е отменен;
- Указ № 960/обн. 4 януари 1966 г. – осъвременява името на с. Блажуево на с. Блажиево;

– осъвременява името на с. Циклево на с. Циклово;
- Указ № 757/обн. 8 май 1971 г. – заличава м. Въртен камък и я присъединява като квартал на с. Бобошево;
- Указ № 2190/обн. 20 октомври 1981 г. – признава с. Бобошево за гр. Бобошево.

## Транспорт
През територията на община Бобошево преминава участък от 7,6 km от трасето на жп линията София – Благоевград – Кулата.
През общината преминават частично 4 пътя от Републиканската пътна мрежа на България с обща дължина 33,6 km:
- участък от 8,4 km от автомагистрала „Струма“ (от km 335 до km 343,4);
- участък от 5,7 km от Републикански път I-1 (от km 341,4 до km 347,1);
- началният участък от 15,9 km от Републикански път III-104 (от km 0 до km 15,9);
- началният участък от 3,6 km от Републикански път III-1005 (от km 0 до km 3,6).

## Топографска карта
- Лист от карта K-34-70. Мащаб: 1 : 100 000.
- Лист от карта K-34-71. Мащаб: 1 : 100 000.

## Външни източници
- Официален сайт на община Бобошево[неработеща препратка]
- Информация за община Бобошево